# ولفگانگ سیدکا
ولفگانگ سیدکا (آلمانی: Wolfgang Sidka؛ زادهٔ ۲۶ مهٔ ۱۹۵۴) یک مربی فوتبال اهل آلمان است.
از باشگاه‌هایی که در آن بازی کرده‌است می‌توان به هرتابرلین، مونیخ ۱۸۶۰، و وردر برمن اشاره کرد.